# The House in Paris
The House in Paris é o quinto romance de Elizabeth Bowen. A história se passa na França e na Grã-Bretanha após a Primeira Guerra Mundial, e sua ação acontece em um único dia de fevereiro em uma casa em Paris. Naquela casa, duas crianças pequenas — Henrietta e Leopold — aguardam o próximo passo de suas respectivas jornadas: Henrietta está de passagem para encontrar sua avó, enquanto Leopold espera para conhecer sua mãe pela primeira vez. A primeira e a terceira seções do romance, ambas chamadas "The Present", detalham o que acontece na casa ao longo do dia. A seção do meio do livro ("The Past") é uma crônica imaginada de parte da vida da mãe de Leopold, Karen Michaelis, revelando o contexto dos eventos que ocorrem na casa de Mme Fisher naquele dia.
Publicado pela primeira vez em 1935, foi bem recebido pelos críticos do passado e do presente, e recebeu elogios de Virginia Woolf e A. S. Byatt. O romance combina técnicas de realismo e modernismo, e foi referido como sua "obra mais complexa". Bowen revisita temas e estruturas familiares de seus romances anteriores; a estrutura tripartite e o intervalo de dez anos entre o passado e o presente, por exemplo, foram usados anteriormente em Friends and Relations, mas, ao contrário desse romance, The House in Paris encontra uma fuga de um passado trágico, por meio de uma "criança mágica de mitos, um redentor arquetípico".

## Resumo

### Parte I: The Present
O romance começa em Paris, no início da manhã, quando Henrietta Mountjoy, de onze anos, acompanhada pela Srta. Naomi Fisher, viaja de táxi até a casa da mãe de Naomi, Mme Fisher, uma senhora idosa e doente que há anos acolhe garotas ricas para uma temporada. Henrietta está viajando para Menton, no sul da França, para passar um tempo com sua avó, a Sra. Arbuthnot. A Sra. Fisher diz a Henrietta que ela passará o dia com Leopold, um menino de nove anos que supostamente conhecerá sua mãe lá pela primeira vez; a Srta. Fisher pede a Henrietta para "ser um pouco atenciosa com Leopold", e "não perguntar nada a Leopold". Depois do café da manhã e de um cochilo no salão, Henrietta acorda e encontra Leopold parado diante dela. As duas crianças falam sobre suas vidas: Leopold explica a doença de Mme Fisher e sua própria expectativa em relação à chegada de sua mãe mais tarde naquele dia; Henrietta revela a Leopold que sua mãe está morta. Embora Leopold irrite Henrietta ao derramar o conteúdo de sua bolsa, as duas crianças criam um relacionamento.
A Srta. Fisher leva Henrietta ao quarto da Sra. Fisher. Enquanto estão lá em cima, Leopold vasculha a bolsa da Srta. Fisher e descobre três envelopes. Ele desconsidera a primeira, uma carta referente a Henrietta. O segundo envelope, com carimbo postal de Berlim, é de sua mãe, mas o envelope está vazio e ele sente que a Srta. Fisher o "destruiu". O terceiro envelope contém uma carta de Marian Grant Moody, sua mãe adotiva, para a Srta. Fisher. Além de discutir o itinerário do menino, ela escreve exaustivamente sobre a constituição delicada e um tanto instável de Leopold, e diz mais de uma vez que o menino ainda não teve educação sexual, então qualquer explicação sobre seu nascimento terá que ser tratada com delicadeza.
Leopold retorna ao primeiro envelope referente a Henrietta, escrito à Srta. Fisher pela avó de Henrietta, a Sra. Arbuthnot. Referindo-se repetidamente à sua antiga conhecida e atual destinatária como "Miss Kingfisher", ela informa à Miss Fisher que Henrietta passará o resto do inverno com a Sra. Arbuthnot no sul da França e ficará apenas um dia em Paris. O tom da carta é manipulador: a Sra. Arbuthnot repreende sutilmente a Srta. Fisher por não visitá-la, ao mesmo tempo em que pede que Henrietta tenha permissão para passar o dia em Paris.
Durante esse período, Henrietta é apresentada à Sra. Fisher em seu quarto no andar de cima. Enquanto a Srta. Fisher está sentada tricotando, sua mãe e a jovem conversam, com a Sra. Fisher frequentemente criticando sua filha, comentando sobre sua própria saúde precária e, por fim, falando sobre Leopold: Henrietta descobre que o pai de Leopold, agora morto, partiu o coração de sua filha.
Henrietta então retorna ao salão e descobre Leopold mexendo na bolsa. A seção conclui com a chegada de um telegrama, resumido pela Srta. Fisher: "Sua mãe não vem; ela não pode vir."

### Parte II: The Past
“Os encontros que não dão certo mantêm um caráter próprio.” A segunda seção do romance recua uma década para a história dos pais de Leopold. As páginas introdutórias da seção deixam claro que toda a seção é imaginária, talvez uma longa e dramática visão imaginativa da parte de Leopold. A seção contém as informações que podem ter sido trocadas entre Karen e Leopold caso ela tivesse realmente cumprido a promessa feita ao filho e chegado a Paris conforme o planejado naquele dia.
Karen Michaelis, cerca de dez anos antes do dia da seção anterior, está navegando de sua Inglaterra natal para visitar sua tia Violet e seu tio Bill Bent em Rushbrook, Condado de Cork, Irlanda. Karen está escapando das pressões de seu recente noivado com Ray Forrestier, ambivalente sobre o casamento; o próprio Ray está em uma viagem de negócios. Seu tempo com o tio Bill e a tia Violet é bastante monótono e pouco inspirador até que o tio Bill, um homem nervoso e socialmente inadequado, diz a Karen que Violet fará uma cirurgia nas próximas semanas, um procedimento que pode ser fatal. De volta à Inglaterra, Karen encontra Naomi Fisher esperando por ela; ela viajou para Londres para cuidar dos negócios de sua tia recentemente falecida e conta a Karen sobre seu noivado com Max Ebhart, que Karen conheceu anos antes, quando era uma das garotas hospedadas na casa de Mme Fisher. Apesar das objeções de Karen — ela sempre teve medo de Max — Naomi insiste que os três passem um tempo juntos antes que Max e Naomi voltem para casa.
Durante um piquenique, Max e Karen se aproximam, compartilham um toque secreto e dão as mãos. Depois, Karen se resigna ao seu próximo casamento, mas não demora muito para que a família Michaelis receba a notícia da morte da tia Violet, e mais uma vez as coisas entram em desordem. Durante esse período caótico, Max telefona e fala com Karen. Eles se encontram clandestinamente em Boulogne e passam o dia juntos. Max revela que Mme Fisher acredita que sua filha não é boa o suficiente para ele, mas de acordo com Max, Naomi é uma combinação aceitável, simplesmente porque ela é "como uma mobília ou a escuridão", confortável e reconfortante. No entanto, no final das contas, ela não desperta nenhuma paixão nele. Da mesma forma, Karen confessa que não deseja se casar com Ray. Eles se separam, mas se encontram novamente no píer de Folkestone no sábado seguinte, passando o resto do dia e da noite em um quarto de hotel. Karen acorda no meio da noite e, ao examinar as circunstâncias compartilhadas por ela e Max, ela desenvolve um tipo de consciência inconsciente de Leopold, apesar de não ter nenhuma evidência clara de que ele eventualmente existirá, sugerido pelo autor na segunda pessoa: "Mesmo assim, a ideia de você, Leopold, começou a estar presente com ela."
No dia seguinte, Max escreve uma carta para Naomi, explicando seu relacionamento e sentimentos por Karen. Karen implora que ele repense a revelação, especificamente a irrealidade do acordo ("Você e eu somos o sonho. Volte para ela".) Ela rasga a carta e eles concordam que, embora Naomi deva ser informada sobre o caso, é melhor escrever para ela e contar a ela pessoalmente. O encontro de Karen com Max acaba sendo descoberto pela Sra. Michaelis, e enquanto Karen tenta explicar o relacionamento, a Sra. Michaelis não consegue entender.
Em seguida, Karen descobre pelos jornais franceses que Max cometeu suicídio, e Naomi chega a Londres, onde explica as circunstâncias que cercam sua morte: após receber sua carta e informar Mme Fisher sobre suas intenções, Naomi é colocada em quarentena por sua mãe, que pretende impedir Naomi de ver Max e remover qualquer possibilidade de estragar a chance de Max ser feliz com Karen. Max visita Naomi, no entanto, falando com ela sobre o fracasso inerente ao seu relacionamento com Karen: "'O que ela e eu somos', ele disse, 'está fora da vida; falharemos.'" Ele está visivelmente angustiado quando Mme Fisher retorna ao salão. Naomi retorna para seu quarto no andar de cima. Há uma comoção no salão, e Naomi retorna e encontra sua mãe caída no sofá e com sangue no chão. Max cortou o próprio pulso, saiu pela porta e morreu em um beco. Nos dias seguintes, Mme Fisher observará que "foi o elogio que ele não suportou. Eu o estava elogiando quando ele tirou a faca." No final da seção, Karen revela a Naomi que está grávida de Max e partirá para a Alemanha para tentar evitar qualquer escândalo.

### Parte III: The Present
A primeira frase da última seção repete a última frase da primeira: "Sua mãe não está vindo; ela não pode vir." Leopold novamente imagina como o encontro teria sido se tivesse ocorrido. Henrietta sente a decepção de Leopold; ela o abraça e chora. A Srta. Fisher entra novamente no salão, informando Leopold que a Sra. Fisher gostaria de vê-lo.
Não muito diferente da conversa anterior com Henrietta, a conversa entre Leopold e Mme Fisher é desconfortável e, às vezes, Mme Fisher é direta, até mesmo cruel. Ela tenta explicar a natureza única de Karen ao garoto desconsolado, abandonando qualquer uma das iguarias solicitadas na carta anterior de Marian Grant Moody. Ela explica a história de Leopold, incluindo os detalhes de seu nascimento, a morte de seu meio-irmão, sua adoção e seu deslocamento geral pelo mundo. Leopold implora para permanecer na casa, exclamando: "Em Spezia, quando estou com raiva, fico cheio de fumaça por dentro, mas quando você me deixa com raiva, vejo tudo." Neste ponto, a Srta. Fisher retorna ao quarto e leva Leopold embora novamente.
Ray Forrestier está esperando por Leopold no salão. Quando a criança chega, sua interação é tensa, distante e desconfortável. Boa parte da narrativa se concentra nos sentimentos conflitantes de Ray sobre Leopold, seu casamento com Karen, a presença inevitável da criança na vida deles e as próprias obrigações situacionais de Ray. Por fim, Ray e Leopold saem de casa juntos, deixando Henrietta na estação de trem no caminho; as duas crianças se despedem e seguem em direções diferentes.

## Temas

### Tempo
O passado e o presente estão constantemente interligados em The House in Paris, e a seção do meio, "The Past", é uma história imaginada. Personagens do passado já têm em mente personagens e eventos futuros. Por exemplo, horas após conceber Leopold, Karen pensa em seu filho como se ele já existisse: "a ideia de você, Leopold, começou a estar presente com ela". Este pensamento de Karen é, no final, de Leopold, já que ele imagina esses eventos; o leitor aprende o passado de Leopold enquanto ele o faz, "ao mesmo tempo ganhando informações de fragmentos desconectados derivados de uma combinação de dicas e opiniões filtradas por tudo o que ele vivencia na casa em Paris". A própria Bowen discutiu a "flexibilidade" do tempo em um ensaio publicado em 1951, no qual ela discute a "memória factícia": "um caminho para o passado (ou a ideia do passado) é a memória factícia. Ou seja, pela arte somos feitos para parecer lembrar daquilo que realmente não conhecemos".

### Estase
Ao longo de The House in Paris, os personagens não conseguem ir a lugar nenhum, nem geográfica nem emocionalmente. Marian Kelly vê a estrutura narrativa de Bowen deliberadamente desacelerando seu enredo: "a seção do meio move-se para trás e, portanto, produz uma estase que interrompe o ímpeto para a frente do texto". No passado, Karen manteve durante anos um amor não correspondido e sem esperança por Max, mas quando eles finalmente se envolveram, ela não conseguiu desfrutar de um relacionamento gratificante com ele. Em vez disso, ela permaneceu presa à sua casta: "ela tinha nascido e estava a casar-se dentro da classe que menos muda em Inglaterra... Este era o mundo do qual ela por vezes desejava escapar, mas que, através do seu casamento, pretendia continuar a habitar". No presente mais recente, Mme Fisher vem adiando a venda de sua casa parisiense até sua morte, embora reconheça que está esperando para morrer há quase uma década. Além disso, o leitor descobre que o desenvolvimento e a maturidade de Leopold foram continuamente prejudicados por sua família adotiva, que o manteve em um estado de dependência perpétua. Tanto ele quanto a outra criança do texto, Henrietta, permanecem em trânsito durante todo o romance, nunca chegando aos seus destinos. Por fim, Karen prolonga seus reencontros com Leopold e Naomi, que esperavam há anos para vê-la; em menor escala, a avó de Henrietta, em sua carta para "Kingfisher" (ou seja, Naomi Fisher), afirma que estava esperando uma visita dela.

### Traição e segredo
O romance aborda, do começo ao fim, a traição e o segredo. Karen traiu sua mãe ao não revelar a doença terminal de tia Violet durante suas semanas restantes de vida; na verdade, o narrador relata que "Karen nem se perguntou por que ela não disse nada". Mme Fisher traiu Naomi ao encorajar Max a escolher Karen, permitindo que Max e Karen começassem seu caso e traíssem seus respectivos noivos, enquanto Karen traiu Naomi também: quando Karen adverte Max, "você não pode fazer isso com Naomi", Max responde: "Você sempre pensou tanto nela?" Maud Ellmann até afirma que Karen só ama Max "precisamente porque ele é de outra mulher". Mais tarde, depois que Karen concebeu seu filho ilegítimo, a Sra. Michaelis trai seu marido enviando Karen para um ano de supostas viagens e estudos pela Europa, assim como Karen trai Ray ainda mais ao dar à luz secretamente e depois doar um filho ilegítimo. No presente, Karen ainda trai seu pai, que está desesperado por netos, ao esconder a existência do neto. Por fim, Karen trai Leopold na última hora quando se recusa a encontrá-lo em Paris, uma traição ressaltada pela mensagem repetida a Leopold: "Sua mãe não vem; ela não pode vir". Por causa da traição de Karen a Leopold, Bennett e Royle qualificaram The House in Paris como "a elaboração mais rigorosa e incessantemente clarividente de Bowen sobre a estrutura e os efeitos do trauma psíquico. The House in Paris é o que propomos chamar de traumaturgia, tanto uma obra quanto uma teoria de feridas". Finalmente, Ray trai a família adotiva de Grant Moody ao roubar Leopold no final do romance. Há tanto segredo no texto que, de acordo com Marian Kelly, "Bowen força os leitores a assumirem a posição de detetive ao fazer da dedução constante, tanto no nível das referências conversacionais quanto da psicologia do personagem, um elemento central da leitura de seu romance".

### Maternidade
Elizabeth Bowen classifica a maternidade como um problema central em The House in Paris. As maquinações de Mme Fisher, é claro, são as piores de todas as mães do romance. No passado, Max se lembrava de Mme Fisher, "ela agia comigo como ácido em um prato", enquanto Karen pensava, "Ela é uma mulher que vende meninas; ela é uma bruxa." Depois que Mme Fisher contribuiu para o suicídio de Max, até mesmo sua filha Naomi "viu então que o mal dominava nossa casa." Na verdade, Neil Corcoran vê Mme Fisher como "quase vampírica", já que ela "de fato tira sangue de Max, quando ele corta o pulso na casa na frente dela." Além disso, a Sra. Michaelis apresentou alguma apatia e distanciamento para com sua filha, embora Karen tenha chegado a classificar sua mãe como "implacável." Em um ponto, Karen estava ciente de que a educação passivo-agressiva de sua mãe causou uma mudança de poder fundamental entre elas: "Ela me fez mentir por uma semana. Ela vai me segurar dentro da mentira até que ela me faça perder o poder que eu sentia que tinha." Ciente desses exemplos preocupantes, no presente Karen anseia por corrigir seu abandono e ser uma "mãe natural" para Leopold, mas seu filho percebe que "ela não se prestaria a ele". Neil Corcoran chama a reação de Leopold ao fracasso de sua mãe de "a expressão mais concentrada do romance sobre a ferida psicológica e emocional que é a ausência dos pais". A atenção de Bowen à maternidade continua ao longo de sua obra, atendendo a figuras maternas difíceis como a Sra. Kelway em The Heat of the Day e Lady Naylor em The Last September, por exemplo.

### Casas
As casas se destacam na obra de Bowen (como é evidente em Bowen's Court, seu livro de 1946 que homenageia sua casa ancestral, Bowen's Court, uma das grandes casas irlandesas, que ela foi forçada a vender e que foi posteriormente demolida) e em The House in Paris o cenário principal é a casa onde Naomi e Mme Fisher vivem, que é caracterizada como cheia, abafada e opressiva: "O interior desta casa — com seus painéis de porta rasos, maçanetas em losango, bola de latão polido na ponta dos corrimãos, papel vermelho fosco abafado com listras tão artisticamente sombreadas que pareciam barras — era mais do que simplesmente novo para Henrietta, era antagônico, como se tivesse sido inventado para colocá-la para fora. Ela sentia que a casa estava atuando, nada parecia ser natural; os objetos não esperavam para serem vistos, mas vinham se aglomerando sobre ela, cada um com o que equivalia a seu grito agressivo." A casa da falecida tia de Naomi em Twickenham é descrita de forma semelhante, embora haja uma sugestão de redenção futura: "a casa da tia estava vazia, completamente morta. Mas outra pessoa se mudaria quase imediatamente e estaria aqui na próxima primavera, sem dúvida, para aproveitar a cereja." Uma terceira casa é a casa do Coronel e Violet Bent viveu em Rushbrook, a casa na Irlanda que Karen visitou brevemente antes de retornar à casa de Michaelis em Chester Terrace, Regent's Park, Londres. Mas essa casa irlandesa é, em si mesma, uma substituição de uma grande casa anterior, a casa ancestral do Coronel Bent, que foi incendiada durante a Guerra da Independência da Irlanda.

## Estilo e gênero
O estilo de escrita de Bowen frequentemente envolve um ritmo lento que evolui para um crescendo, e um uso de discurso indireto livre e fluxo de consciência. Embora em muitos dos romances de Bowen o modernismo e o realismo se misturem, e às vezes entrem em choque, The House in Paris é geralmente caracterizada como modernista.

## Histórico de publicação
The House in Paris foi publicada pela primeira vez em 1935 por Victor Gollancz, de Londres, para o público inglês. Talvez pensando neles, Gollancz escreveu em uma carta a Bowen: "Será que você percebe o quão pouco inglês isso é?" Alfred A. Knopf publicou o romance para o público americano um ano depois. Em 1972, a Penguin lançou uma edição do romance com uma introdução de AS Byatt, e relançou-a em 1987; esta edição foi republicada em 2002 pela Anchor Books.

## Recepção crítica
Uma das primeiras admiradoras de The House in Paris foi Virginia Woolf, uma boa amiga de Bowen. Em uma carta sobre o livro, Woolf escreveu: "Tive a sensação de que seu mundo se impôs ao meu mundo, enquanto eu lia, o que só acontece quando alguém é levado por uma obra". AS Byatt, em sua introdução à edição Penguin de 1976, afirmou que lia o romance desde os dez anos de idade.
Embora Bowen seja geralmente reconhecida como "uma importante escritora inglesa (e anglo-irlandesa) do século XX", ela não é muito lida. The House in Paris foi escrita durante um período de grande atividade (ela publicou quatro romances e uma coleção de contos na década de 1930, além de escrever resenhas literárias) e recebeu críticas positivas.

## Adaptação
O romance foi adaptado para o filme de mesmo nome da BBC em 1959.